# (11637) Yangjiachi
(11637) Yangjiachi es un asteroide que forma parte del cinturón de asteroides y fue descubierto por el equipo del Beijing Schmidt CCD Asteroid Program el 24 de diciembre de 1996 desde la Estación Xinglong de las montañas Yanshan, China.

## Designación y nombre
Yangjiachi se designó inicialmente como 1996 YJ2.
Posteriormente, en 2001, fue nombrado en honor del ingeniero chino Jiachi Yang.

## Características orbitales
Yangjiachi orbita a una distancia media de 2,784 ua del Sol, pudiendo acercarse hasta 2,255 ua y alejarse hasta 3,312 ua. Su inclinación orbital es 10,77 grados y la excentricidad 0,1897. Emplea en completar una órbita alrededor del Sol 1696 días. El movimiento de Yangjiachi sobre el fondo estelar es de 0,2122 grados por día.

## Características físicas
La magnitud absoluta de Yangjiachi es 13,3.